# Edwin Hedley
Edwin P. "Ed" Hedley  (Filadèlfia, Pennsilvània, 23 de juliol de 1864 – Filadèlfia, 22 de maig de 1947) va ser un remer estatunidenc que va competir cavall del segle xix i el segle xx.
El 1900 va prendre part en els Jocs Olímpics de París, on guanyà una medalla d'or en la prova de vuit amb timoner com a membre de l'equip Vesper Boat Club.